# Nati nel 1353
| Questa pagina contiene informazioni ricavate automaticamente dalle voci biografiche con l'ausilio del template Bio e di un bot. L'aggiornamento è periodico e automatico e ricostruisce completamente la pagina. Se manca una persona in questa lista, sei pregato di non aggiungerla, ma accertati piuttosto che la sua voce biografica contenga il template Bio e che i dati anagrafici siano correttamente compilati. Se il template Bio manca, inseriscilo tu stesso o, in alternativa, metti l'avviso {{tmp\|Bio}} che ne segnala la mancanza. Se i dati riportati sono sbagliati, correggi direttamente la voce biografica; le modifiche saranno visibili in questa lista entro pochi giorni. Per chiarimenti vedi il progetto biografie. La lista contiene solo le 9 persone che sono citate nell'enciclopedia e per le quali è stato implementato correttamente il template Bio. Pagina aggiornata al 18 ago 2025. |

- 15 luglio - Vladimiro il Temerario, principe russo († 1410)
- 'Abd ul-Qadir Marâghî, compositore, poeta e calligrafo persiano († 1435)
- Ala al-Din Ali, sultano († 1380)
- Thomas Arundel, arcivescovo cattolico inglese († 1414)
- Guglielmo Veneziano, pittore italiano († 1382)
- Corrado Malaspina, vescovo cattolico italiano
- Margherita I di Danimarca, regina († 1412)
- Marco Visconti di Parma, nobile († 1382)
- Helvis di Brunswick-Grubenhagen, principessa tedesca († 1422)